# Знаки поштової оплати СРСР 1926
Знаки поштової оплати СРСР 1926 — перелік поштових марок, введених в обіг дирекцією по виданню і експедирування знаків поштової оплати Народного комісаріату пошти і телеграфів СРСР у 1926 році.
З лютого по 20 грудня 1926 року було випущено 32 поштові марки, у тому числі 4 пам'ятні (художні, комеморативні), 25 стандартних першого випуску або «золотого стандарту» (1923—1927), номінал якого (на відміну від совзнаків) було надано у золотому еквіваленті та три стандартні марки (1925—1939) «Портрет В. І. Леніна». Крім того, з 1 лютого 1926 року і до 15 травня 1927 року доплатні марки СРСР випуску 1925 року усіх номіналів використовувалися без будь-яких надпечаток як поштові.
Перелік відсортований за номерами каталогу марок СРСР (ЦФА), в дужках наведено номери за каталогом радянських поштових марок, що був складений фахівцями «Michel» («Міхель»).

## Список комеморативних марок
| № у каталозі      | Зображення | Опис та джерело                                                                       | Номінал, карб. | Дата введення в обіг | Тираж, примірників | Дизайн          |
| ----------------- | ---------- | ------------------------------------------------------------------------------------- | -------------- | -------------------- | ------------------ | --------------- |
| № 243 (Mi #311)   |            | рос. Обелиск Советской Конституции в Москве (Обеліск Радянської Конституції в Москві) | 0,07           | 5 серпня 1926 року   | 750 000            | В. К. Купріянов |
| № 244 (Mi #312)   |            | рос. Обелиск Советской Конституции в Москве (Обеліск Радянської Конституції в Москві) | 0,14           | 5 серпня 1926 року   | 750 000            | В. К. Купріянов |
| № 245 (Mi #313 Z) |            | рос. Беспризорным детям: дети (Безпритульним дітям: діти)                             | 0,10           | 20 грудня 1926 року  | 3 000 000          | В. К. Купріянов |
| № 247 (Mi #313 Y) |            | рос. Беспризорным детям: дети (Безпритульним дітям: діти)                             | 0,10           | 20 грудня 1926 року  | 2 500 000          | В. К. Купріянов |

## Випуски стандартних марок

### Перший випуск стандартних марок (1923—1927)
З лютого 1926 року продовжена емісія першого випуску стандартних марок СРСР. Малюнок на поштових марках першого стандартного випуску СРСР повторював зображення на марках четвертого стандартного випуску РРФСР (1922—1923 років). Відмітна особливість поштових марок «золотого» стандарту: їх продавали на пошті за номіналом, який було встановлено котировальной комісією Московської товарної біржі відповідно до курсу дня золотого карбованця. В зв'язку з тим, що перерахунок поштових тарифів на грошові знаки протягом 1923 року проводився за курсом червонця, котрий щодня коливался і слідом відповідно змінювалися поштові тарифи, яки були виражені в радзнаках.
| № у каталозі          | Зображення | Опис та джерело                            | Номінал, карб. | Дата введення в обіг | Тираж, примірників | Дизайн    |
| --------------------- | ---------- | ------------------------------------------ | -------------- | -------------------- | ------------------ | --------- |
| № 162 (Mi #283 I A)   |            | рос. Красноармеец (Червоноармієць)         | 0,18           | 13 травня 1926 року  | масовий            | Іван Шадр |
| № 162 I (Mi #283 I B) |            | рос. Красноармеец (Червоноармієць)         | 0,18           | липень 1926 року     | масовий            | Іван Шадр |
| № 163 (Mi #284 I A)   |            | рос. Рабочий (Робітник)                    | 0,20           | грудень 1925 року    | масовий            | Іван Шадр |
| № 171 (Mi #278 I)     |            | рос. Рабочий (Робітник)                    | 0,08           | лютий 1926 року      | масовий            | Іван Шадр |
| № 172 (Mi #278 II)    |            | рос. Рабочий (Робітник)                    | 0,08           | лютий 1926 року      | масовий            | Іван Шадр |
| № 173 (Mi #271 I B)   |            | рос. Рабочий (Робітник)                    | 0,01           | липень 1926 року     | масовий            | Іван Шадр |
| № 174 (Mi #272 I B)   |            | рос. Крестьянин (Селянин)                  | 0,02           | липень 1926 року     | масовий            | Іван Шадр |
| № 175 (Mi #273 I B)   |            | рос. Красноармеец (Червоноармієць)         | 0,03           | липень 1926 року     | масовий            | Іван Шадр |
| № 176 (Mi #274 I B)   |            | рос. Рабочий (Робітник)                    | 0,04           | липень 1926 року     | масовий            | Іван Шадр |
| № 177 (Mi #275 I B)   |            | рос. Рабочий (Робітник)                    | 0,05           | липень 1926 року     | масовий            | Іван Шадр |
| № 178 (Mi #276 I B)   |            | рос. Крестьянин (Селянин)                  | 0,06           | липень 1926 року     | масовий            | Іван Шадр |
| № 179 (Mi #277 I B)   |            | рос. Красноармеец (Червоноармієць)         | 0,07           | липень 1926 року     | масовий            | Іван Шадр |
| № 180 (Mi #278 I B)   |            | рос. Рабочий (Робітник)                    | 0,08           | липень 1926 року     | масовий            | Іван Шадр |
| № 181 (Mi #279 I B)   |            | рос. Крестьянин (Селянин)                  | 0,09           | липень 1926 року     | масовий            | Іван Шадр |
| № 182 (Mi #280 I B)   |            | рос. Красноармеец (Червоноармієць)         | 0,10           | липень 1926 року     | масовий            | Іван Шадр |
| № 183 (Mi #281 I B)   |            | рос. Рабочий (Робітник)                    | 0,14           | липень 1926 року     | масовий            | Іван Шадр |
| № 184 (Mi #282 I B)   |            | рос. Крестьянин (Селянин)                  | 0,15           | липень 1926 року     | масовий            | Іван Шадр |
| № 185 (Mi #284 I B)   |            | рос. Рабочий (Робітник)                    | 0,20           | липень 1926 року     | масовий            | Іван Шадр |
| № 186 (Mi #285 I B)   |            | рос. Крестьянин (Селянин)                  | 0,30           | липень 1926 року     | масовий            | Іван Шадр |
| № 187 (Mi #286 I B)   |            | рос. Красноармеец (Червоноармієць)         | 0,40           | липень 1926 року     | масовий            | Іван Шадр |
| № 188 (Mi #287 I B)   |            | рос. Крестьянин (Селянин)                  | 0,50           | липень 1926 року     | масовий            | Іван Шадр |
| № 189 (Mi #288 I B)   |            | рос. Красноармеец (Червоноармієць)         | 1,00           | липень 1926 року     | масовий            | Іван Шадр |
| № 190 (Mi #289 I B)   |            | рос. Рабочий (Робітник)                    | 2,00           | липень 1926 року     | масовий            | Іван Шадр |
| № 191 (Mi #290 I B)   |            | рос. Красноармеец (Червоноармієць), тип II | 3,00           | липень 1926 року     | масовий            | Іван Шадр |
| № 192 (Mi #291 I B)   |            | рос. Рабочий (Робітник)                    | 5,00           | липень 1926 року     | масовий            | Іван Шадр |

### Випуск стандартних марок «Портрет В.І.Леніна» (1925—1939)
У 1926 році продовжена емісія стандартних поштових марок з портретом В. І. Леніна (1925—1939) — до обігу надійшли поштові марки номіналом у 1; 2 та 3 карбованця (художник Д. Голядкін).
| № у каталозі           | Зображення | Опис та джерело                                  | Номінал, карб. | Дата введення в обіг | Тираж, примірників | Дизайн                                   |
| ---------------------- | ---------- | ------------------------------------------------ | -------------- | -------------------- | ------------------ | ---------------------------------------- |
| № 220 № 220А (Mi #308) |            | рос. Портрет В. И. Ленина (Портрет В. І. Леніна) | 1,00           | 24 березня 1926 року | 1 000 000          | Дмитро Голядкин гравер Олексій Троїцький |
| № 221 № 221А (Mi #309) |            | рос. Портрет В. И. Ленина (Портрет В. І. Леніна) | 2,00           | 24 березня 1926 року | 1 000 000          | Дмитро Голядкин гравер Олексій Троїцький |
| № 222 (Mi #310)        |            | рос. Портрет В. И. Ленина (Портрет В. І. Леніна) | 3,00           | 24 березня 1926 року | 1 000 000          | Дмитро Голядкин гравер Олексій Троїцький |